# Premio Golden Foot
El premio Golden Foot es un galardón futbolístico creado por un comité administrativo de la compañía World Champions Club, ubicada en Mónaco. Este galardón premia a todos aquellos futbolistas mayores de 29 años que mantienen una exitosa carrera.
En la categoría Golden Foot Legends figuran todos los campeones retirados que destacan por sus grandes logros tanto a nivel humano como deportivo seleccionados por el Comité Golden Foot a lo largo de los años. También sus huellas vivirán hasta la eternidad en la “Promenade des Champions” (caminata de campeones) de Montecarlo.
Golden Foot Prestige es el premio instituido en 2020, dedicado a un presidente de club en actividad, distinguido por los resultados alcanzados con su equipo.

## Historial
| Año  | Futbolista           | (Edad) |
| ---- | -------------------- | ------ |
| 2003 | Roberto Baggio       | (36)   |
| 2004 | Pavel Nedvěd         | (32)   |
| 2005 | Andriy Shevchenko    | (29)   |
| 2006 | Ronaldo Nazário      | (30)   |
| 2007 | Alessandro Del Piero | (33)   |
| 2008 | Roberto Carlos       | (35)   |
| 2009 | Ronaldinho           | (29)   |
| 2010 | Francesco Totti      | (34)   |
| 2011 | Ryan Giggs           | (37)   |
| 2012 | Zlatan Ibrahimović   | (31)   |
| 2013 | Didier Drogba        | (35)   |
| 2014 | Andrés Iniesta       | (30)   |
| 2015 | Samuel Eto'o         | (34)   |
| 2016 | Gianluigi Buffon     | (38)   |
| 2017 | Iker Casillas        | (36)   |
| 2018 | Edinson Cavani       | (31)   |
| 2019 | Luka Modrić          | (34)   |
| 2020 | Cristiano Ronaldo    | (35)   |
| 2021 | Mohamed Salah        | (29)   |
| 2022 | Robert Lewandowski   | (34)   |
| 2023 | No se entregó        |        |
| 2024 | Lautaro Martínez     | (27)   |

Estadísticas hasta el 1 de noviembre de 2024.

### Palmarés según la nacionalidad
| País            | Futbolistas ganadores                                                   | Galardones |
| --------------- | ----------------------------------------------------------------------- | ---------- |
| Italia          | Roberto Baggio, Alessandro Del Piero, Francesco Totti, Gianluigi Buffon | 4          |
| Brasil          | Ronaldo, Roberto Carlos, Ronaldinho                                     | 3          |
| España          | Andrés Iniesta, Iker Casillas                                           | 2          |
| Ucrania         | Andriy Shevchenko                                                       | 1          |
| República Checa | Pavel Nedvěd                                                            | 1          |
| Gales           | Ryan Giggs                                                              | 1          |
| Suecia          | Zlatan Ibrahimović                                                      | 1          |
| Costa de Marfil | Didier Drogba                                                           | 1          |
| Camerún         | Samuel Eto'o                                                            | 1          |
| Uruguay         | Edinson Cavani                                                          | 1          |
| Croacia         | Luka Modrić                                                             | 1          |
| Portugal        | Cristiano Ronaldo                                                       | 1          |
| Egipto          | Mohamed Salah                                                           | 1          |
| Polonia         | Robert Lewandowski                                                      | 1          |
| Argentina       | Lautaro Martínez                                                        | 1          |

Estadísticas hasta el 1 de noviembre de 2024.

## Golden Foot Legends y Golden Foot Prestige
| Año  | Ganador              | Leyenda                |
| ---- | -------------------- | ---------------------- |
| 2003 | Roberto Baggio       | Diego Maradona         |
| 2003 | Roberto Baggio       | Eusébio                |
| 2003 | Roberto Baggio       | Gianni Rivera          |
| 2003 | Roberto Baggio       | Just Fontaine          |
| 2004 | Pavel Nedvěd         | Alfredo Di Stéfano     |
| 2004 | Pavel Nedvěd         | Dino Zoff              |
| 2004 | Pavel Nedvěd         | Michel Platini         |
| 2005 | Andriy Shevchenko    | Francisco Gento        |
| 2005 | Andriy Shevchenko    | George Best            |
| 2005 | Andriy Shevchenko    | George Weah            |
| 2005 | Andriy Shevchenko    | Gigi Riva              |
| 2005 | Andriy Shevchenko    | Roberto Rivelino       |
| 2006 | Ronaldo              | Alcides Ghiggia        |
| 2006 | Ronaldo              | Ferenc Puskás          |
| 2006 | Ronaldo              | Giacinto Facchetti     |
| 2006 | Ronaldo              | Raymond Kopa           |
| 2006 | Ronaldo              | Zico                   |
| 2007 | Alessandro Del Piero | Gerd Müller            |
| 2007 | Alessandro Del Piero | Hristo Stoichkov       |
| 2007 | Alessandro Del Piero | Mario Kempes           |
| 2007 | Alessandro Del Piero | Paolo Rossi            |
| 2007 | Alessandro Del Piero | Romário                |
| 2008 | Roberto Carlos       | Aldair                 |
| 2008 | Roberto Carlos       | Igor Belanov           |
| 2008 | Roberto Carlos       | Luis Suárez Miramontes |
| 2008 | Roberto Carlos       | Zinedine Zidane        |
| 2009 | Ronaldinho           | Karl-Heinz Rummenigge  |
| 2009 | Ronaldinho           | Nilton Santos          |
| 2009 | Ronaldinho           | Oleg Blokhin           |
| 2009 | Ronaldinho           | René Higuita           |
| 2009 | Ronaldinho           | Zbigniew Boniek        |
| 2010 | Francesco Totti      | Carlos Dunga           |
| 2010 | Francesco Totti      | Francisco Varallo      |
| 2010 | Francesco Totti      | Franz Beckenbauer      |
| 2010 | Francesco Totti      | Giancarlo Antognoni    |
| 2010 | Francesco Totti      | Hugo Sánchez           |
| 2011 | Ryan Giggs           | Abedi Pele             |
| 2011 | Ryan Giggs           | Javier Zanetti         |
| 2011 | Ryan Giggs           | Luís Figo              |
| 2011 | Ryan Giggs           | Rabah Madjer           |
| 2011 | Ryan Giggs           | Ruud Gullit            |
| 2012 | Zlatan Ibrahimović   | Eric Cantona           |
| 2012 | Zlatan Ibrahimović   | Franco Baresi          |
| 2012 | Zlatan Ibrahimović   | Lothar Matthäus        |
| 2012 | Zlatan Ibrahimović   | Pelé                   |
| 2013 | Didier Drogba        | Carlos Valderrama      |
| 2013 | Didier Drogba        | Jean-Pierre Papin      |
| 2013 | Didier Drogba        | Osvaldo Ardiles        |
| 2014 | Andrés Iniesta       | Antonín Panenka        |
| 2014 | Andrés Iniesta       | Jean-Marie Pfaff       |
| 2014 | Andrés Iniesta       | Hakan Şükür            |
| 2014 | Andrés Iniesta       | Hidetoshi Nakata       |
| 2014 | Andrés Iniesta       | Mia Hamm               |
| 2014 | Andrés Iniesta       | Roger Milla            |
| 2015 | Samuel Eto'o         | Gheorghe Hagi          |
| 2015 | Samuel Eto'o         | Daniel Passarella      |
| 2015 | Samuel Eto'o         | David Trezeguet        |
| 2015 | Samuel Eto'o         | Rinat Dasayev          |
| 2016 | Gianluigi Buffon     | Frank de Boer          |
| 2016 | Gianluigi Buffon     | Claudio Ranieri        |
| 2016 | Gianluigi Buffon     | Carles Puyol           |
| 2016 | Gianluigi Buffon     | Deco                   |
| 2017 | Iker Casillas        | Roberto Mancini        |
| 2017 | Iker Casillas        | Michael Owen           |
| 2017 | Iker Casillas        | Marcel Desailly        |
| 2017 | Iker Casillas        | Oliver Kahn            |
| 2017 | Iker Casillas        | Li Ming                |
| 2018 | Edinson Cavani       | Leonardo Araújo        |
| 2018 | Edinson Cavani       | Clarence Seedorf       |
| 2018 | Edinson Cavani       | Andrea Pirlo           |
| 2018 | Edinson Cavani       | Marcello Lippi         |
| 2018 | Edinson Cavani       | Didier Deschamps       |
| 2019 | Luka Modrić          | Paulo Roberto Falcao   |
| 2019 | Luka Modrić          | Patrick Vieira         |
| 2019 | Luka Modrić          | José Altafini          |
| 2019 | Luka Modrić          | Carolina Morace        |
| 2020 | Cristiano Ronaldo    | Golden Foot Prestige   |
| 2020 | Cristiano Ronaldo    | Andrea Agnelli         |
| 2021 | Mohamed Salah        | Dani Alves             |
| 2021 | Mohamed Salah        | Paolo Maldini          |
| 2021 | Mohamed Salah        | Günter Netzer          |
| 2021 | Mohamed Salah        | Gabriele Oriali        |
| 2021 | Mohamed Salah        | Kelly Smith            |
| 2022 | Robert Lewandowski   |                        |
| 2022 | Robert Lewandowski   | Juan Sebastián Verón   |
| 2022 | Robert Lewandowski   | Emilio Butragueño      |
| 2022 | Robert Lewandowski   | Fatih Terim            |
| 2022 | Robert Lewandowski   | Golden Foot Prestige   |
| 2022 | Robert Lewandowski   | Florentino Pérez       |
| 2022 | Robert Lewandowski   | Golden Foot Femenina   |
| 2022 | Robert Lewandowski   | Kosovare Asllani       |

### Total por país
| País            | Jugadores |
| --------------- | --------- |
| Italia          | 15        |
| Brasil          | 12        |
| Francia         | 9         |
| Argentina       | 8         |
| Alemania        | 6         |
| España          | 5         |
| Portugal        | 4         |
| Países Bajos    | 3         |
| Ucrania         | 3         |
| República Checa | 2         |
| Colombia        | 2         |
| Camerún         | 2         |
| Uruguay         | 2         |
| Egipto          | 1         |
| Gales           | 1         |
| Suecia          | 1         |
| Costa de Marfil | 1         |

| País              | Jugadores |
| ----------------- | --------- |
| Irlanda del Norte | 1         |
| Liberia           | 1         |
| Hungría           | 1         |
| Bulgaria          | 1         |
| Polonia           | 2         |
| México            | 1         |
| Ghana             | 1         |
| Argelia           | 1         |
| Bélgica           | 1         |
| Turquía           | 2         |
| Japón             | 1         |
| Estados Unidos    | 1         |
| Rusia             | 1         |
| Rumania           | 1         |
| Inglaterra        | 1         |
| China             | 1         |
| Suecia            | 1         |